# جسیکا دارلین
جسیکا دارلین (به انگلیسی: Jessica Darlin) (زاده ۲۲ مارس ۱۹۷۶، ویلمینگتن دلاویر آمریکا) بازیگر پیشین فیلم‌های پورنو آمریکایی است.